# South Barrington
Richton Park – wieś w Stanach Zjednoczonych, w stanie Illinois, w hrabstwie Cook.